# Simac Ladies Tour 2024
De Simac Ladies Tour 2024 werd verreden van dinsdag 8 tot en met zondag 13 oktober in Nederland. Het was de 26e editie van de rittenkoers, die vanaf 2017 behoort tot de UCI Women's World Tour. De ronde telde zes etappes, inclusief een tijdrit op de eerste dag. Titelverdedigster was de Belgische Lotte Kopecky; zij volgde zichzelf op door de slotrit te winnen en daarmee ook het eindklassement.

## Deelnemers
Elf World Tourploegen namen deel, aangevuld met drie continentale teams. In totaal deden drie Nederlandse en drie Belgische ploegen mee. Aanvankelijk stonden de Nederlandse teams VolkerWessels en GT Krush Rebel Lease ook op de startlijst, maar zij besloten om alsnog niet mee te doen. In hun plaats ging de Italiaanse ploeg BePink-Bongioanni van start.
| Nrs.  | UCI World-Tourteam   | Nrs.    | UCI World-Tourteam   | Nrs.    | UCI continentale teams |
| ----- | -------------------- | ------- | -------------------- | ------- | ---------------------- |
| 1-7   | Team SD Worx-Protime | 61-67   | Liv AlUla Jayco      | 111-117 | Cofidis                |
| 11-17 | AG Insurance-Soudal  | 71-77   | DSM-Firmenich PostNL | 121-127 | Lotto Dstny Ladies     |
| 21-27 | Canyon-SRAM          | 81-87   | Visma-Lease a Bike   | 131-137 | BePink-Bongioanni      |
| 31-37 | Fenix-Deceuninck     | 91-97   | UAE Team ADQ         |         |                        |
| 41-47 | Human Powered Health | 101-107 | Uno-X Mobility       |         |                        |
| 51-57 | Lidl-Trek            |         |                      |         |                        |

## Etappe-overzicht
De wedstrijd ging van start met een tijdrit van tien kilometer in het Noord-Limburgse Gennep. Na een etappe in Drenthe en Flevoland, vonden de laatste drie etappes plaats in Gelderland, met eindstreep in Arnhem.
| etappe | datum | start      | finish     | profiel             | afstand  | winnaar           | klassementsleider |
| ------ | ----- | ---------- | ---------- | ------------------- | -------- | ----------------- | ----------------- |
| 1e     | 8-10  | Gennep     | Gennep     | Individuele tijdrit | 10,1 km  | Zoe Bäckstedt     | Zoe Bäckstedt     |
| 2e     | 9-10  | Coevorden  | Assen      | Vlakke rit          | 154,8 km | Lorena Wiebes     | Zoe Bäckstedt     |
| 3e     | 10-10 | Zeewolde   | Zeewolde   | Vlakke rit          | 148,4 km | Lorena Wiebes     | Zoe Bäckstedt     |
| 4e     | 11-10 | Ede        | Ede        | Vlakke rit          | 118,2 km | Barbara Guarischi | Franziska Koch    |
| 5e     | 12-10 | Doetinchem | Doetinchem | Vlakke rit          | 140 km   | Lorena Wiebes     | Franziska Koch    |
| 6e     | 13-10 | Arnhem     | Arnhem     | Heuvelrit           | 145,8 km | Lotte Kopecky     | Lotte Kopecky     |

## Etappe-uitslagen

### 1e etappe (tijdrit)
| Dinsdag 8 oktober: Gennep - Gennep (10,1 km) |                         |                      |        |
| Plaats                                       | Naam                    | Ploeg                | Tijd   |
| Winnaar                                      | Zoe Bäckstedt           | Canyon-SRAM          | 12'40" |
| 2                                            | Lieke Nooijen           | Visma-Lease a Bike   | + 7"   |
| 3                                            | Ellen van Dijk          | Lidl-Trek            | z.t.   |
| 4                                            | Lotte Kopecky           | SD Worx-Protime      | + 10"  |
| 5                                            | Silke Smulders          | Liv AlUla Jayco      | + 15"  |
| 6                                            | Anna Henderson          | Visma-Lease a Bike   | + 23"  |
| 7                                            | Riejanne Markus         | Visma-Lease a Bike   | + 28"  |
| 8                                            | Christina Schweinberger | Fenix-Deceuninck     | z.t.   |
| 9                                            | Franziska Koch          | DSM-Firmenich PostNL | + 30"  |
| 10                                           | Chloé Dygert            | Canyon-SRAM          | + 33"  |

### 2e etappe
| Woensdag 9 oktober: Coevorden - Assen (154,8 km) |                     |                      |          |
| Plaats                                           | Naam                | Ploeg                | Tijd     |
| Winnaar                                          | Lorena Wiebes       | SD Worx-Protime      | 3u44'34" |
| 2                                                | Elisa Balsamo       | Lidl-Trek            | z.t.     |
| 3                                                | Charlotte Kool      | DSM-Firmenich PostNL | z.t.     |
| 4                                                | Nienke Veenhoven    | Visma-Lease a Bike   | z.t.     |
| 5                                                | Susanne Andersen    | Uno-X Mobility       | z.t.     |
| 6                                                | Valentine Fortin    | Cofidis              | z.t.     |
| 7                                                | Lara Gillespie      | UAE Team ADQ         | z.t.     |
| 8                                                | Lotte Kopecky       | Team SD Worx-Protime | z.t.     |
| 9                                                | Katrijn De Clercq   | Lotto Dstny Ladies   | z.t.     |
| 10                                               | Letizia Paternoster | Liv AlUla Jayco      | z.t.     |

### 3e etappe
| Donderdag 10 oktober: Zeewolde - Zeewolde (148,4 km) |                     |                      |          |
| Plaats                                               | Naam                | Ploeg                | Tijd     |
| Winnaar                                              | Lorena Wiebes       | SD Worx-Protime      | 3u20'03" |
| 2                                                    | Elisa Balsamo       | Lidl-Trek            | z.t.     |
| 3                                                    | Lotte Kopecky       | SD Worx-Protime      | z.t.     |
| 4                                                    | Charlotte Kool      | DSM-Firmenich PostNL | z.t.     |
| 5                                                    | Rachele Barbieri    | DSM-Firmenich PostNL | z.t.     |
| 6                                                    | Ruby Roseman-Gannon | Liv AlUla Jayco      | + 4"     |
| 7                                                    | Karlijn Swinkels    | UAE Team ADQ         | z.t.     |
| 8                                                    | Franziska Koch      | DSM-Firmenich PostNL | z.t.     |
| 9                                                    | Megan Jastrab       | DSM-Firmenich PostNL | z.t.     |
| 10                                                   | Ellen van Dijk      | Lidl-Trek            | z.t.     |

### 4e etappe
| Vrijdag 11 oktober: Ede - Ede (118,2 km) |                           |                      |          |
| Plaats                                   | Naam                      | Ploeg                | Tijd     |
| Winnaar                                  | Barbara Guarischi         | SD Worx-Protime      | 2u49'53" |
| 2                                        | Ally Wollaston            | AG Insurance-Soudal  | z.t.     |
| 3                                        | Maria Giulia Confalonieri | Uno-X Mobility       | z.t.     |
| 4                                        | Franziska Koch            | DSM-Firmenich PostNL | z.t.     |
| 5                                        | Karlijn Swinkels          | UAE Team ADQ         | z.t.     |
| 6                                        | Eva van Agt               | Visma-Lease a Bike   | z.t.     |
| 7                                        | Femke Markus              | SD Worx-Protime      | z.t.     |
| 8                                        | Christina Schweinberger   | Fenix-Deceuninck     | z.t.     |
| 9                                        | Quinty Ton                | Liv AlUla Jayco      | z.t.     |
| 10                                       | Victoire Berteau          | Cofidis              | z.t.     |

### 5e etappe
| Zaterdag 12 oktober: Doetinchem - Doetinchem (140 km) |                         |                      |          |
| Plaats                                                | Naam                    | Ploeg                | Tijd     |
| Winnaar                                               | Lorena Wiebes           | SD Worx-Protime      | 3u33'21" |
| 2                                                     | Elisa Balsamo           | Lidl-Trek            | z.t.     |
| 3                                                     | Nienke Veenhoven        | Visma-Lease a Bike   | z.t.     |
| 4                                                     | Letizia Paternoster     | Liv AlUla Jayco      | z.t.     |
| 5                                                     | Lara Gillespie          | UAE Team ADQ         | z.t.     |
| 6                                                     | Ally Wollaston          | AG Insurance-Soudal  | z.t.     |
| 7                                                     | Christina Schweinberger | Fenix-Deceuninck     | z.t.     |
| 8                                                     | Rachele Barbieri        | DSM-Firmenich PostNL | z.t.     |
| 9                                                     | Katrijn De Clercq       | Lotto Dstny Ladies   | z.t.     |
| 10                                                    | Zoe Bäckstedt           | Canyon-SRAM          | z.t.     |

### 6e etappe
| Zondag 13 oktober: Arnhem - Arnhem (145,8 km) |                  |                      |          |
| Plaats                                        | Naam             | Ploeg                | Tijd     |
| Winnaar                                       | Lotte Kopecky    | SD Worx-Protime      | 3u44'49" |
| 2                                             | Lorena Wiebes    | SD Worx-Protime      | z.t.     |
| 3                                             | Marthe Truyen    | Fenix-Deceuninck     | z.t.     |
| 4                                             | Silke Smulders   | Liv AlUla Jayco      | z.t.     |
| 5                                             | Elisa Balsamo    | Lidl-Trek            | z.t.     |
| 6                                             | Susanne Andersen | Uno-X Mobility       | z.t.     |
| 7                                             | Ally Wollaston   | AG Insurance-Soudal  | z.t.     |
| 8                                             | Franziska Koch   | DSM-Firmenich PostNL | z.t.     |
| 9                                             | Nienke Veenhoven | Visma-Lease a Bike   | z.t.     |
| 10                                            | Rachele Barbieri | DSM-Firmenich PostNL | z.t.     |

## Eindklassementen

### Algemeen klassement
| Plaats    | Naam                 | Ploeg                | Tijd      |
| --------- | -------------------- | -------------------- | --------- |
| Gele trui | Lotte Kopecky        | SD Worx-Protime      | 17u25'53" |
| 2         | Franziska Koch       | DSM-Firmenich PostNL | + 2"      |
| 3         | Zoe Bäckstedt        | Canyon-SRAM          | + 7"      |
| 4         | Lorena Wiebes        | SD Worx-Protime      | + 11"     |
| 5         | Ellen van Dijk       | Lidl-Trek            | + 15"     |
| 6         | Karlijn Swinkels     | UAE Team ADQ         | + 21"     |
| 7         | Silke Smulders       | Liv AlUla Jayco      | + 23"     |
| 8         | Femke Markus         | SD Worx-Protime      | + 26"     |
| 9         | Elisa Balsamo        | Lidl-Trek            | + 37"     |
| 10        | Elisa Longo Borghini | Lidl-Trek            | + 43"     |

### Puntenklassement
| Plaats      | Naam          | Ploeg           | Punten |
| ----------- | ------------- | --------------- | ------ |
| Groene trui | Lorena Wiebes | SD Worx-Protime | 97     |
| 2           | Elisa Balsamo | Lidl-Trek       | 72     |
| 3           | Lotte Kopecky | SD Worx-Protime | 63     |

### Bergklassement
| Plaats        | Naam             | Ploeg           | Punten |
| ------------- | ---------------- | --------------- | ------ |
| Bolletjestrui | Jeanne Korevaar  | Liv AlUla Jayco | 20     |
| 2             | Silke Smulders   | Liv AlUla Jayco | 15     |
| 3             | Victoire Berteau | Cofidis         | 5      |

### Jongerenklassement
| Plaats     | Naam             | Ploeg                | Tijd      |
| ---------- | ---------------- | -------------------- | --------- |
| Witte trui | Zoe Bäckstedt    | Canyon-SRAM          | 17u26'00" |
| 2          | Nienke Veenhoven | Visma-Lease a Bike   | + 53"     |
| 3          | Megan Jastrab    | DSM-Firmenich PostNL | + 1'01"   |

## Klassementsleiders na elke etappe
| Rit            | Winnares          | Algemeen klassement | Puntenklassement | Bergklassement  | Beste jongere | Strijdlustigste       | Ploegenklassement  |
| -------------- | ----------------- | ------------------- | ---------------- | --------------- | ------------- | --------------------- | ------------------ |
| 1e             | Zoe Bäckstedt     | Zoe Bäckstedt       | Zoe Bäckstedt    | niet uitgereikt | Zoe Bäckstedt | Zoe Bäckstedt         | Visma-Lease a Bike |
| 2e             | Lorena Wiebes     | Zoe Bäckstedt       | Zoe Bäckstedt    | Jeanne Korevaar | Zoe Bäckstedt | Ilse Pluimers         | Visma-Lease a Bike |
| 3e             | Lorena Wiebes     | Zoe Bäckstedt       | Lorena Wiebes    | Jeanne Korevaar | Zoe Bäckstedt | Franziska Koch        | Lidl-Trek          |
| 4e             | Barbara Guarischi | Franziska Koch      | Lorena Wiebes    | Jeanne Korevaar | Zoe Bäckstedt | Teniel Campbell       | SD Worx-Protime    |
| 5e             | Lorena Wiebes     | Franziska Koch      | Lorena Wiebes    | Jeanne Korevaar | Zoe Bäckstedt | Audrey De Keersmaeker | SD Worx-Protime    |
| 6e             | Lotte Kopecky     | Lotte Kopecky       | Lorena Wiebes    | Jeanne Korevaar | Zoe Bäckstedt | Silke Smulders        | SD Worx-Protime    |
| Eindklassement | Eindklassement    | Lotte Kopecky       | Lorena Wiebes    | Jeanne Korevaar | Zoe Bäckstedt | niet uitgereikt       | SD Worx-Protime    |

Tijdens de tweede etappe werd de groene trui gedragen door Lieke Nooijen, de tweede in het puntenklassement.
Tijdens de derde etappe werd de groene trui gedragen door Lieke Nooijen, de vierde in het puntenklassement: Bäckstedt droeg al de gele trui, Wiebes de sterrentrui en Kopecky de regenboogtrui. Echter door miscommunicatie vergat Wiebes haar Europese trui en droeg noodgedwongen het gewone ploegtenue.
Tijdens de vierde etappe werd de witte trui gedragen door Nienke Veenhoven, de tweede in het jongerenklassement.